# Chiesa di Sant'Ilario (Milano)
La chiesa di Sant'Ilario era una chiesa di Milano. Situata in via del Lauro, fu sconsacrata nel 1786 e demolita.

## Storia e descrizione
Secondo quanto raccontato da Carlo Torre, la chiesa fu fondata nel 1060 da Anselmo da Baggio, futuro papa Alessandro II. Il Latuada invece respinge questa ipotesi, indicando come fondatore un altro Anselmo da Baggio, più noto come Anselmo di Lucca, in futuro cardinale e vescovo di Lucca. Nella chiesa di festeggiava ogni anno il 23 di ottobre la Santa Maria Maddalena. Negli anni in cui scrive il Latuada la chiesa fu in parte ristrutturata in quanto quasi in rovina ed era aperta solo per la celebrazione delle messe e il giorno del santo titolare della chiesa. Della chiesa, sconsacrata nel 1786 non è nota la precisa data di demolizione, anche se il suo edificio appariva già come demolito nell'elenco di chiese di Milano del 1891 di Paolo Rotta.